# Fotbalový Klub Dukla Praha
Il Fotbalový Klub Dukla Praha, conosciuta più semplicemente con la denominazione Dukla Praha, è una società calcistica ceca con sede nella città di Praga. La società calcistica è situata precisamente nel quartiere municipale di Dejvice, nel distretto di Praga 6. Fondata nel 2001, è la quinta squadra di Praga dopo Slavia, Sparta, Bohemians 1905, Dukla Praha. Milita in 1.liga, la massima serie del campionato ceco di calcio.

## Storia
Il FK Dukla Dejvice fu fondato nel 1959. Nel 2001 si trasformò in Fotbalový Klub Dukla Praha, prendendo il nome, il simbolo e i colori, ma non i titoli sportivi, dello storico club che nel 1996 si era fuso col Příbram. Nel novembre del 2006, la dirigenza del Dukla Praga annuncia l'acquisto dei diritti della società calcistica del Jakubčovice Fotbal. prendendone la posizione nel campionato di seconda divisione del calcio ceco. Dalla stagione 2007-2008 alla stagione 2010-2011 giocò nella seconda divisione; vincendo il torneo della stagione 2010-2011 ottenne la promozione in Gambrinus Liga.

## Allenatori
- 2001-2002 -  Eduard Jůs
- 2002 -  Jaromír Jarůšek
- 2003-2004 -  Radek Sokol
- 2005 -  Jan Berger
- 2006 -  Salem Hebousse
- 2006-2009 -  Günter Bittengel
- 1 gennaio-luglio 2007 -  Jiří Němec
- 1 dicembre 2009-2016 -  Luboš Kozel
- luglio-4 settembre 2016 -  Jaroslav Šilhavý
- 5 settembre 2016- -  Jaroslav Hynek

## Palmarès

### Competizioni nazionali
- Fotbalová národní liga: 2

2010-2011, 2023-2024

### Altri piazzamenti
- Fotbalová národní liga:

Terzo posto: 2019-2020

## Statistiche e record

### Record
- Vittoria più larga: Dukla Praga 6-0 Fotbal Fulnek (13 marzo 2009)[5][6]

## Organico

### Rosa
| N. |                      | Ruolo | Calciatore           |
| -- | -------------------- | ----- | -------------------- |
| 1  | Rep. Ceca (bandiera) | P     | Filip Rada           |
| 2  | Rep. Ceca (bandiera) | D     | Michal Šmíd          |
| 3  | Ucraina (bandiera)   | D     | Jurij Habovda        |
| 4  | Rep. Ceca (bandiera) | D     | Tomáš Pospíšil       |
| 5  | Rep. Ceca (bandiera) | C     | Marek Hanousek       |
| 6  | Rep. Ceca (bandiera) | D     | Pavel Hašek          |
| 7  | Rep. Ceca (bandiera) | A     | Martin Jirouš        |
| 8  | Rep. Ceca (bandiera) | A     | Jan Pázler           |
| 9  | Rep. Ceca (bandiera) | D     | Jan Vorel (capitano) |
| 10 | Rep. Ceca (bandiera) | C     | Miroslav Podrazký    |
| 11 | Rep. Ceca (bandiera) | A     | Radim Nečas          |
| 12 | Rep. Ceca (bandiera) | C     | Matěj Marič          |

| N. |                       | Ruolo | Calciatore        |
| -- | --------------------- | ----- | ----------------- |
| 13 | Rep. Ceca (bandiera)  | C     | Tomáš Berger      |
| 14 | Rep. Ceca (bandiera)  | C     | Patrik Gedeon     |
| 17 | Rep. Ceca (bandiera)  | C     | Vojtěch Přeučil   |
| 18 | Serbia (bandiera)     | A     | Miroslav Marković |
| 19 | Rep. Ceca (bandiera)  | C     | Ondřej Šiml       |
| 21 | Rep. Ceca (bandiera)  | A     | Jan Svatonský     |
| 22 | Rep. Ceca (bandiera)  | A     | Patrik Svoboda    |
| 23 | Rep. Ceca (bandiera)  | D     | Ondřej Vrzal      |
| 24 | Rep. Ceca (bandiera)  | C     | Petr Malý         |
| 26 | Rep. Ceca (bandiera)  | D     | David Mikula      |
| 30 | Slovacchia (bandiera) | P     | Tomáš Kučera      |

### Staff tecnico
| Position                | Name                        |
| ----------------------- | --------------------------- |
| Allenatore              | Luboš Kozel                 |
| Assistente allenatore   | Jan Suchopárek              |
| Allenatore dei portieri | Tomáš Obermajer             |
| Fisioterapisti          | Antonín Čepek, Pavel Hrásky |
| Massaggiatore           | Radek Havala                |